# SOMETHING 'BOUT THE KISS
「SOMETHING 'BOUT THE KISS」（サムシング・バウト・ザ・キス）は、日本の元女性歌手、安室奈美恵の単独名義では15枚目のシングル。小室哲哉、ダラス・オースティン共同プロデュースによる楽曲である。

## 解説
「RESPECT the POWER OF LOVE」に引き続き、コーセー「VISEE」CMソング。
初のダラス・オースティンによるプロデュース。当時のプロデューサーの小室哲哉による紹介で実現された。安室の元へ届いたこの曲のデモ・テープはアメリカのR&Bシンガー、モニカが歌っていたという。
カップリングはTK PRESENTS名義で1997年元旦に発売された「YOU ARE THE ONE」で、安室と黒人R&BグループのIMAJINがデュエットしたバージョンで収録された。安室自身が「私のコンサートで歌いたいので私のバージョンを作って欲しい」と小室にリクエストしたという。IMAJINのパートは原曲の男性パートであり、日本語詞を英語訳したものであった。このバージョンは2000年に行われた復帰後初の全国ツアー『NAMIE AMURO TOUR "GENIUS 2000"』で披露されている。
安室のシングルで唯一8cmCDと12cmCDで発売されている。12cmにはリミックスも収録されており、ピクチャーレーベル仕様となっている。なお、12cmCDと8cmCDを合算した場合、実質週間1位を記録している。
ラップ入りバージョンで披露する場合は、ラップ終了後のサビの部分を英語で歌っている。元々はコーラスが英語で安室自身は日本語で歌っているのだが、ラップが終わってから突入するサビの部分だけは安室も英語で歌っている（テレビ出演、ライブ共に）。
8cm盤ジャケットは白黒で、12cm盤ジャケットはカラーで撮影されている。アナログ盤ジャケットは表がカラーで、裏が白黒で撮影されている。
安室としては、最後の8cmシングルで発売されたシングルである。
プロモーション用に配布されたカセットテープには、7月28日発売予定と記載されていた。

## 収録曲

### 8cm CD盤
1. SOMETHING 'BOUT THE KISS
作詞：Dallas Austin, Lysette Titi, Chan Hai
作曲・編曲：Dallas Austin
日本語詞：小室哲哉（クレジット記載なし）
Mix:Alvin Speights
2. YOU ARE THE ONE FEATURING IMAJIN
作詞：小室哲哉、hitomi
作曲・編曲：小室哲哉
Backgrund Vocals Arrangement & Vocal Performance:IMAJIN
3. SOMETHING 'BOUT THE KISS (INSTRUMENTAL)

### 12cm CD盤
1. SOMETHING 'BOUT THE KISS
2. YOU ARE THE ONE FEATURING IMAJIN
3. SOMETHING 'BOUT THE KISS (THE ALL OUT MIX)
4. SOMETHING 'BOUT THE KISS (INSTRUMENTAL)

### アナログ盤
SIDE-A
1. SOMETHING 'BOUT THE KISS (STRAIGHT RUN)

SIDE-B
1. SOMETHING 'BOUT THE KISS (THE ALL OUT MIX)
2. SOMETHING 'BOUT THE KISS (INSTRUMENTAL)

## 収録作品
- SOMETHING 'BOUT THE KISS
CD
  - オリジナル『GENIUS 2000』
    - 表記されていないが、ラップ入り（RAP詞：Jasper Cameron）のアルバムヴァージョンで収録。

  - ベスト『LOVE ENHANCED ♥ single collection』(new vocal)
    - ボーカルを再レコーディング、サビでの英語コーラスがないバージョンで収録。

映像作品
  - PV集『filmography』（VHS・DVD）
    - 『181920 films + filmography』（DVD）についても同様である。

  - PV集『BEST CLIPS』（DVD）
  - ライヴ『NAMIE AMURO TOUR “GENIUS 2000”』（VHS・DVD）
  - ライヴ『namie amuro tour 2001 break the rules』（DVD・ファンクラブ限定盤）
  - ライヴ『namie amuro SO CRAZY tour featuring BEST singles 2003-2004』（DVD）

- YOU ARE THE ONE featuring IMAJIN
CD
  - オリジナル『GENIUS 2000』
    - 表記されていないが、アコースティック入りのアルバムヴァージョンで収録。

映像作品
  - ライヴ『NAMIE AMURO TOUR “GENIUS 2000”』（VHS・DVD）